# 和歌山県道路公社
和歌山県道路公社（わかやまけんどうろこうしゃ）は、和歌山県を設立団体としていた地方道路公社である。
1972年度に設立され、2010年7月末に解散した。

## かつて管理していた道路
- 高野龍神スカイライン

1980年（昭和55年）7月21日に一般有料道路として供用開始。2003年（平成15年）10月に和歌山県が道路公社の債務残額を一括返済し、一般国道371号線の一部として無料開放された。
- 紀の川河口大橋

和歌山県道路公社解散に伴い、2010年8月1日に無料開放。